# أندريه سيغفريد
أندريه سيغفريد (بالفرنسية: André Siegfried)‏ هو مؤرخ فرنسي، ولد في 21 أبريل 1875 في لو هافر في فرنسا، وتوفي في 28 مارس 1959 في باريس في فرنسا.

## وصلات خارجية
- أندريه سيغفريد على موقع الموسوعة البريطانية (الإنجليزية)
- أندريه سيغفريد على موقع مونزينجر (الألمانية)